# بزازنا
بُز ازنا Boz Azna روستایی است در شهرستان بروجرد در استان لرستان.که اکثریت جمعیت این روستا را ایل بیرانوند طایفه سبزعلی،شاهوردی،شعبان و... تشکیل میدهد این روستا در دهستان شیروان در بخش مرکزی این شهرستان قرار دارد.

## جمعیت
بنابر سرشماری مرکز آمار ایران، جمعیت این روستا در سال ۱۳۸۵، برابر با ۹۱۰ نفر بوده‌است که از این میان ۴۶۲ نفر مرد و بقیه زن بوده‌اند. بزازنا ۲۲۲ خانوار جمعیت دارد.